# Lubiel (gmina)
Lubiel (alt. Lubel, Lubień) – dawna gmina wiejska istniejąca w XIX wieku w guberni łomżyńskiej. Siedzibą władz gminy był Lubiel.
Za Królestwa Polskiego gmina Lubiel należała do powiatu pułtuskiego w guberni łomżyńskiej.
Gmina została zniesiona w 1877 roku, a jej obszar włączono do gminy Obryte.